# سد التنور
سد التنور سد مائي يقع في محافظة الطفيلة جنوب الأردن، تبلغ السعة التخزينية للسد 14.7 مليون م3، بدأ العمل في بنائه سنة 1999 وانتهى سنة 2001، يستخدم السد لعدة أغراض من بينها الصناعة والري.
بُني السد من الخرسانة المضغوطة بالمدحلة، وبلغت تكلفة إنشائه 23.3 مليون دينار.يقع السد مباشرة تحت جبل التنور الذي تعلوه خربة التنور النبطية.